# Stenopodius insularis
Stenopodius insularis là một loài bọ cánh cứng trong họ Chrysomelidae. Loài này được Blaisdell miêu tả khoa học năm 1939.